# Новопокровка (Абайская область)
Новопокровка (каз. Новопокровка) — село в Бородулихинском районе Абайской области Казахстана. Административный центр Новопокровского сельского округа. Находится примерно в 33 км к западу от районного центра, села Бородулиха. Код КАТО — 633859100.

## История
С 8 мая 1944 года по 2 января 1963 года село являлось административным центром Ново-Покровского района Семипалатинской области. До 19 декабря 1993 года село было административным центром Новопокровского сельсовета, с 19 декабря 1993 года является административным центром Новопокровского сельского округа.
Со 2 января 1963 года до 31 января 1966 года Новопокровка относилась к Бородулихинскому району, с 31 января 1966 года до 20 августа 1996 года — к Жанасемейскому району, с 20 августа 1996 года она снова принадлежит к Бородулихинскому району.

## Население
В 1999 году население села составляло 3260 человек (1632 мужчины и 1628 женщин). По данным переписи 2009 года в селе проживал 2721 человек (1344 мужчины и 1377 женщин).